# Dalbergia riparia
Dalbergia riparia är en ärtväxtart som först beskrevs av Carl Friedrich Philipp von Martius, och fick sitt nu gällande namn av George Bentham. Dalbergia riparia ingår i släktet Dalbergia, och familjen ärtväxter. Inga underarter finns listade i Catalogue of Life.